# 스리랑카의 비자 정책
스리랑카로 입국하는 모든 외국인은 사전에 비자를 발급받아 입국하거나, 입국 시 비자를 발급받아야 한다. 관광 목적으로 입국하는 대다수는, 미리 비자를 받지 않았을 경우, 사전에 전자여행허가를 받아야 입국 시 비자를 받을 수 있다. 하지만 일부 국가는 전자여행허가와 상관 없이, 사전에 비자를 받아야만 입국이 허가된다. 입국 시에는 유효기간이 6개월 이상 남은 여권을 소지해야 한다. 나이지리아, 소말리아, 시리아, 아프가니스탄, 이라크, 이란, 파키스탄 국적자로서 스리랑카에 입국하는 사람은 귀국 시 사용할 표 또는 다른 교통 수단의 표가 있어야 한다.

## 비자 정책 지도

스리랑카의 비자 정책.
스리랑카
입국 시 비자 발급 (무료, 60일, 최대 90일까지 연장 가능)
입국 시 비자 발급 (무료, 30일, 최대 150일까지 연장 가능)
전자여행허가를 받았을 경우 입국 시 비자 발급 (30일)
사전 비자 필요

## 입국 시 무료 비자 발급
호혜의 뜻으로, 다음 세 국가의 국민은 스리랑카 입국 시 전자여행허가를 받지 않아도 되며, 어떤 항구나 공항으로 입국하던지에 관계 없이 즉시 무료 비자를 발급받을 수 있다.
| - 몰디브 (30일, 150일까지 연장 가능) - 세이셸 (60일, 90일까지 연장 가능) - 싱가포르 (30일, 150일까지 연장 가능) |

## 전자여행허가
전자여행허가(Electronic Travel Authorization, ETA)가 면제되는 국가가 아닌 이상, 모든 입국자는 온라인 또는 스리랑카 입국 시 전자여행허가를 받아야 한다. 입국 시 받을 수는 있지만, 입국 수속 과정이 지연되는 것을 방지하기 위해 온라인으로 미리 받을 것을 권장하고 있다. 전자여행허가를 미리 받았을 경우 스리랑카 입국 심사대에 여권과 전자여행허가를 보여줌으로서 비자를 발급받을 수 있다. 이 때 발급되는 비자는 30일간 유효하며, 180일까지 연장할 수 있다. 경제 활동 목적으로 전자여행허가를 받을 경우는 스리랑카의 재외공관이나 스리랑카 이민부에서 받을 수 있다.

### 역사
2019년 5월 1일, 스리랑카 정부는 일부 국가의 국민이 스리랑카에 비자 없이 머무를 수 있게 하는 시험 기간을 6개월 간 운영하겠다고 발표하였으며, 이후 중국과 남아시아 지역 협력 연합 회원국으로 대상을 확대할 계획이었다. 하지만 2019년 스리랑카 부활절 폭탄 테러 이후 이 정책은 중지되었다.
2019년 8월 1일부터는 일부 국가의 전자여행허가 비용을 면제하여, 쉽게 전자여행허가를 취득하게끔 해 주는, 새 계획이 시행되었다. 당초 2020년 1월 31일까지만 시행할 예정이었지만, 2020년 4월 30일까지 연장되었다.
| - 유럽 연합 시민 전체 \| - 노르웨이 - 뉴질랜드 - 대한민국 - 러시아 - 말레이시아 - 미국 - 스위스 \| - 싱가포르* - 아이슬란드 - 영국 - 오스트레일리아 - 우크라이나 - 이스라엘 - 인도 \| - 일본 - 인도네시아 - 중국 - 캄보디아 - 캐나다 - 태국 - 필리핀 \| \| |                                                                                 |                                                                |  |
| - 노르웨이 - 뉴질랜드 - 대한민국 - 러시아 - 말레이시아 - 미국 - 스위스 | - 싱가포르* - 아이슬란드 - 영국 - 오스트레일리아 - 우크라이나 - 이스라엘 - 인도 | - 일본 - 인도네시아 - 중국 - 캄보디아 - 캐나다 - 태국 - 필리핀 |  |

* 싱가포르는 전자여행허가 면제국으로 남아 있다.

## 사전 비자 필요
다음 20개국 국적자는 스리랑카의 재외공관을 통하여 먼저 비자를 취득한 다음 입국하여야 한다.
| - 가나 - 가봉 - 기니 - 기니비사우 - 나이지리아 - 라이베리아 - 말리 - 미얀마 - 수단 - 시리아 | - 시에라리온 - 아프가니스탄 - 우간다 - 조선민주주의인민공화국 - 카메룬 - 케냐 - 코트디부아르 - 콩고 - 콩고민주공화국 - 파키스탄 |  |

## 특수 여권
다음 국가의 외교관여권, 관용여권, 또는 기타 특수 여권 소지자는, 국적에 따라 어느 여귄이 받아들여지는지의 차이는 있지만, 기본적으로 스리랑카 도착과 동시에 무료로 비자를 발급받을 수 있다.
| - 러시아 D O S - 루마니아 D - 몰디브 D O - 미얀마 D O S - 바레인 D Sp - 방글라데시 D O - 베트남 D O - 벨라루스 D O - 브라질 D O S - 세이셸 D O - 싱가포르 D O - 오만 D S Sp - 우크라이나 D O S | - 이란 D O S - 인도 D O - 인도네시아 D O S - 조지아 D O S - 중국 D O S PA - 칠레 D O - 카자흐스탄 D S - 케냐 D O - 쿠바 D - 태국 D O - 파키스탄 D O - 필리핀 D O - 홍콩 D O S Sp |  |

D — 외교관여권

O — 관용여권

S — 업무여권 (해당 국가의 사무를 위해 사용하는 특수 여권)

Sp - 특수 여권

PA - '공무'로 표시된 종류의 여권

## 통계
| 순위 | 국가                       | 2016      | 2017      | 2018      |
| ---- | -------------------------- | --------- | --------- | --------- |
| 1    | 인도                       | 356,729   | 384,628   | 424,887   |
| 2    | 중국 (마카오 및 홍콩 포함) | 271,577   | 268,952   | 265,965   |
| 3    | 영국                       | 188,159   | 201,879   | 254,176   |
| 4    | 독일                       | 133,275   | 130,227   | 156,888   |
| 5    | 오스트레일리아             | 74,496    | 81,281    | 110,928   |
| 6    | 프랑스                     | 96,440    | 97,282    | 106,449   |
| 7    | 몰디브                     | 95,167    | 79,371    | 76,108    |
| 8    | 미국                       | 54,254    | 57,479    | 75,308    |
| 9    | 러시아                     | 58,176    | 59,191    | 65,497    |
| 10   | 네덜란드                   | 41,373    | 51,148    | 57,160    |
|      | 총 외국인 입국 수          | 2,050,832 | 2,116,407 | 2,333,796 |